# Хилл, Ливай
Ли́вай Л. Хилл (англ. Levi L. Hill; 26 февраля 1816 — 9 февраля 1865) — пастор баптистской общины города Уэст Килл (англ. West Kill; округ Грин, штат Нью-Йорк, США), разработавший, по собственному утверждению, первый в истории цветной фотографический процесс (1850).

## Гелиохромия
Хилл назвал свой метод «гелиохромией» (англ. Heliochromy, от др.-греч. Ἠέλιος — Солнце и χρῶμα — цвет). Несмотря на то, что самого Хилла большинство экспертов считало мошенником, а его снимки-«хиллотипы» (англ. Hillotypes) — раскрашенными вручную дагеротипами, создатель гелиохромии пользовался поддержкой со стороны некоторых авторитетных представителей научного сообщества — в частности, изобретателя телеграфа Сэмюэла Морзе. В 1853 году Хилл, намеренно не раскрывавший подробностей своего процесса, попытался запатентовать гелиохромный метод (заявив, что после получения патента поделится своей технологией с любым желающим — «за разумную цену»), но получил отказ. В 1855 году, после скоропостижной смерти своей жены и коллеги-фотоисследовательницы Эммелин, Хилл оставил занятия фотографией, однако в 1856 году издал «Трактат о гелиохромии» (англ. A Treatise on Heliochromy), содержавший подробное описание разработанного им процесса. Споры общественности о подлинности изобретения привели к тому, что книга была запрещена, а нераспроданный тираж уничтожен. Постоянный контакт с вредными реактивами сказался на здоровье Хилла и приблизил его смерть в 1865 году.

## Официальное первенство
Ни при жизни, ни после смерти Хилла — вплоть до 1980-х годов — его работы не получили признания специалистов.
Первая официально признанная достоверная цветная фотографическая проекция («Тартановая лента») была продемонстрирована британским физиком Джеймсом Кларком Максвеллом в 1861 году.
Первые официально признанные достоверные цветные фотографии, закреплённые на материальном носителе, были получены французскими изобретателями Луи Артюром Дюко дю Ороном и Шарлем Кро в конце 1860-х годов — почти через двадцать лет после открытия Хилла.

## Экспертиза
В 1981 году историк фотографии профессор Джозеф Будро (англ. Joseph Boudreau), восстановив и усовершенствовав архаичный фотографический процесс по описанию, содержащемуся в трактате Хилла, получил — исключительно благодаря воздействию света, без добавления красителей или пигментов — хиллотипы, на которых отчётливо различались красный, зелёный, синий, жёлтый, пурпурный и оранжевый цвета.
Физико-химический анализ работ Хилла, проведённый в 2007 году старшим научным сотрудником Института охраны исторических памятников Гетти Дьюсеном Стьюликом (англ. Dusan Stulik) и Артом Капланом (англ. Art Kaplan) по заказу Национального музея американской истории в составе Смитсоновского института, показал, что Хилл, пытаясь придать своим снимкам естественный колорит, действительно ретушировал их вручную — однако некоторые цвета (красный и синий) несомненно присутствовали на оригинальных хиллотипах. По словам Стьюлика, «ввиду настойчивых требований воспроизвести дополнительные цвета <…> Хилл начал вручную наносить дополнительные пигменты на свои цветные пластины, подправляя их так, чтобы они выглядели более красочными, чем оригиналы».
- Без названия. Около 1850
- Без названия (по рисунку или эстампу). Между 1851 и 1856
- Наездник, упавший с лошади (по рисунку или эстампу). Между 1850 и 1855